# Fort Condé
Fort Condé de la Mobile, fort Louis de la Mobile o fort Louis de la Louisiane fue un fuerte francés construido a comienzos del siglo XVIII en época de Nueva Francia, situado en Mobile, Alabama, EE. UU. En época inglesa se denominó fort Charlotte (1763) y en época española fuerte Carlota (1780).

## Historia

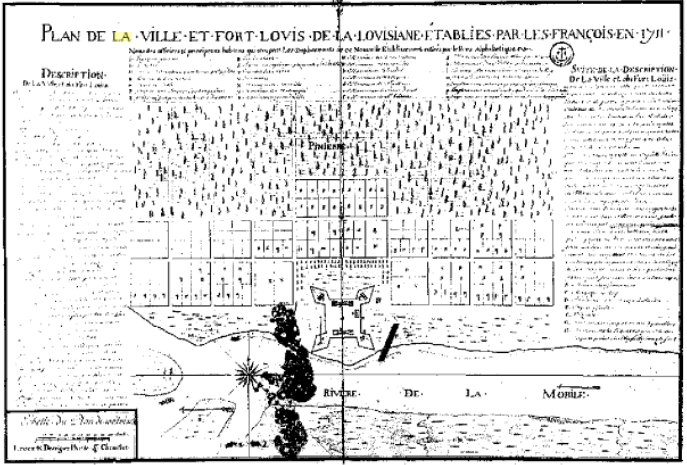
Plano del nuevo fuerte Louis de la Louisiane en 1711

En 1702, el explorador franco-canadiense Jean-Baptiste Le Moyne de Bienville se convirtió en gobernador de la Luisiana francesa a consecuencia de la muerte del gobernador precedente, Sauvolle de la Villantry.
Le Moyne de Bienville hizo edificar un primer fuerte, el Fort Louis de la Mobile o Fort Louis de la Louisiane, en la ribera del río Mobile, pero las crecidas del río lo arrasaron. Fue reconstruido, pero sufrió otras inundaciones y además la pequeña colonia sufrió una epidemia de fiebre amarilla. En 1711, una última crecida se llevó el fuerte. Entonces se decidió trasladar la colonia a otro lugar situado a unas decenas de kilómetros río abajo, junto a la bahía de Mobile.
En 1711, se comenzó la construcción de un nuevo fuerte de troncos de madera de mayores dimensiones en el nuevo emplazamiento. Al principio conservó su nombre de Fort Louis de la Mobile, por razón del simple traslado de la colonia y su fuerte a este nuevo lugar.
En 1719, el fuerte sirvió de base para las fuerzas francesas en la expedición militar contra el fuerte español de Panzacola y la toma de esta plaza ese mismo año con la ayuda de sus aliados indígenas.
De 1720 a 1723, el fuerte Louis de la Mobile o fuerte Louis de la Louisiane fue la verdadera capital de la Luisiana francesa con Biloxi antes de Nueva Orleáns (La Nouvelle-Orléans), y el fuerte estaba en el centro de una ciudad geométrica organizada en 12 cuadras regulares.

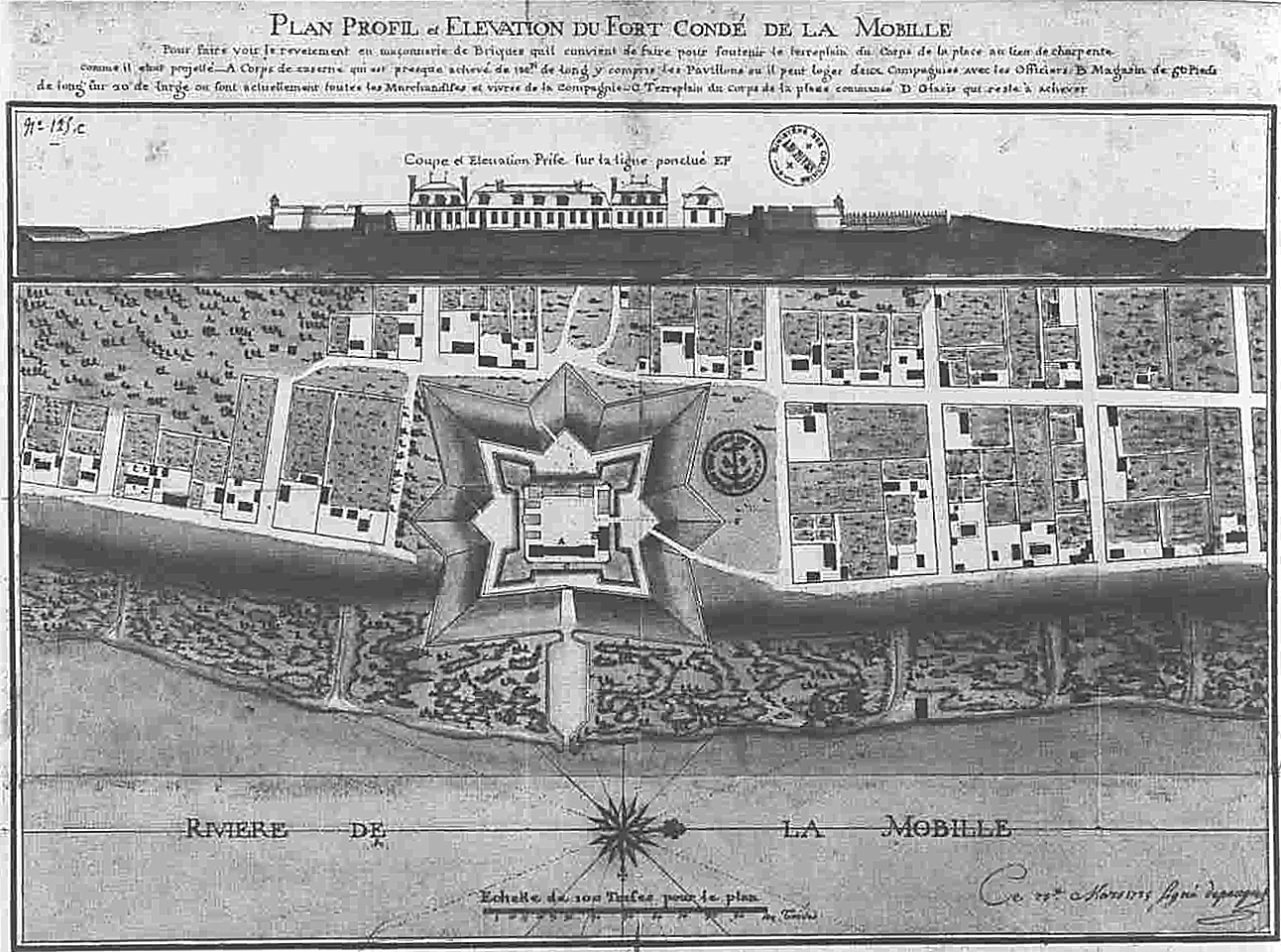
Plano del Fort Condé de La Mobille en 1725

En 1723, se realizó la construcción de una verdadera fortaleza en piedra y ladrillo que fue bautizada Fort Condé de la Mobile en honor del Príncipe de Condé, Louis IV Henri de Bourbon-Condé, Jefe (Chef) de la Regencia, y después primer ministro de Luis XV. El fuerte Condé defendía la costa sudeste de la Luisiana francesa frente a las amenazas británicas o españolas provenientes del golfo de México. Abarcaba una superficie de 4,5 hectáreas.
En 1763, tras le Tratado de París, los británicos toman posesión de la ciudad de Mobile y del fuerte. El rey de Gran Bretaña, Jorge III, lo rebautiza como Fort Charlotte en honor de Charlotte de Mecklenburg-Strelitz, su esposa.
En 1780, los españoles toman el fuerte y adaptan el nombre a Fuerte Carlota
En 1813, los Estados Unidos toman posesión del fuerte y su nombre pasa a ser Fort Charlotte.
En 1820, el Congreso de los Estados Unidos autoriza el desmantelamiento del fuerte, que ya no tiene valor estratégico.

## Réplica
El Fuerte Condé actual —también llamado en español Fuerte Carlota—[cita requerida] que está ubicado en Mobile, Alabama, Estados Unidos, es una reconstrucción, a una escala de 4/5, de un tercio del original fuerte francés de 1720 llamado Fort Condé y que estaba aproximadamente en ese sitio. La fortaleza original también fue conocida como Fuerte Carlota bajo el dominio español y Fort Charlotte bajo el dominio británico y estadounidense.
El nuevo Fort Condé fue inaugurado el 4 de julio de 1976, como parte de la celebración del bicentenario de los Estados Unidos. La fortaleza se encuentra en la dirección 150 South Royal Street.
De 1780 a 1813, España gobernó la región, y el fuerte fue rebautizado Fuerte Carlota. El 2 de marzo de 1813, Mobile fue ocupada por las tropas de Estados Unidos y la fortaleza pasó a llamarse de nuevo Fort Charlotte.

## Galería

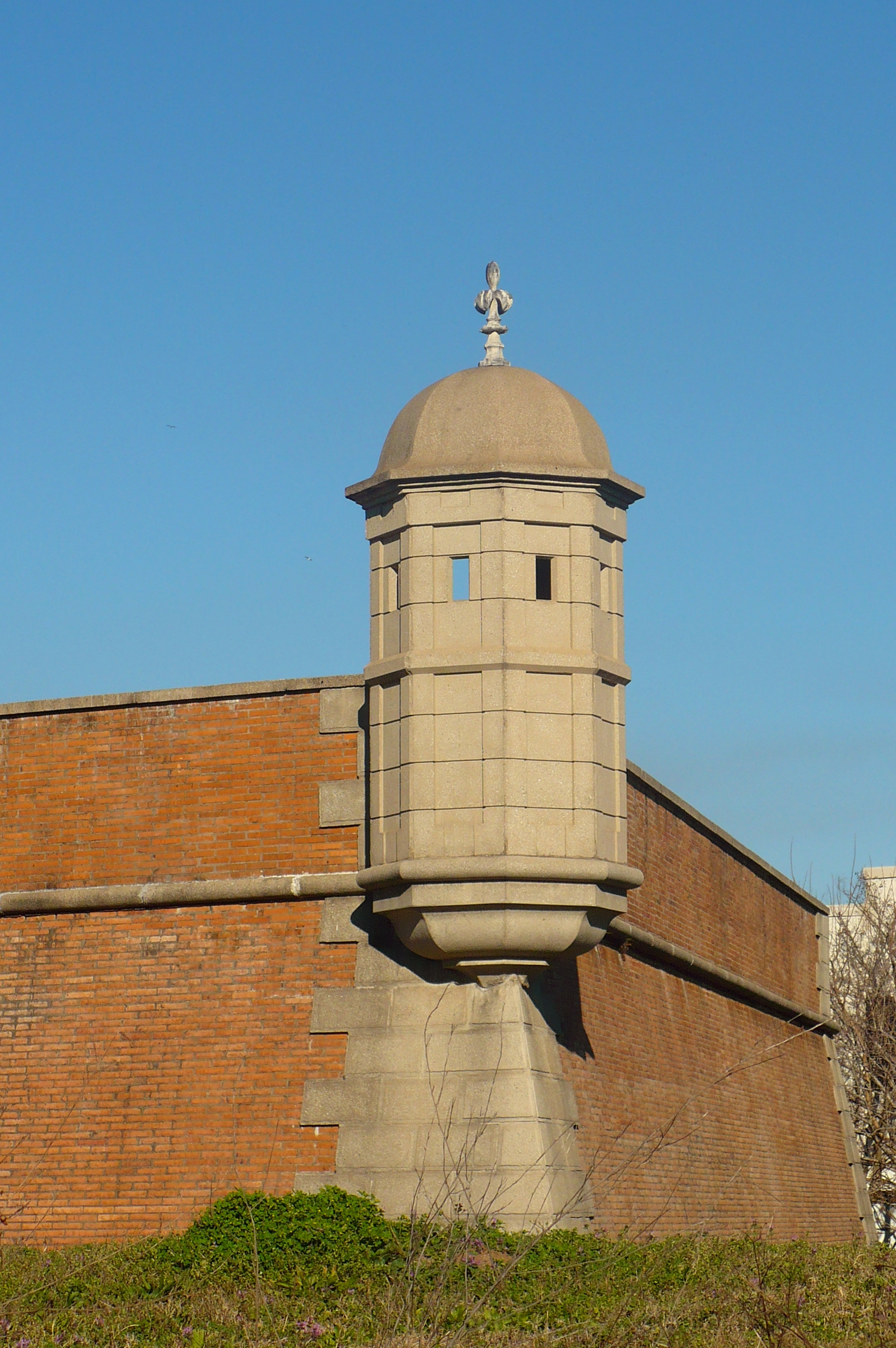
Réplica del Fort Condé
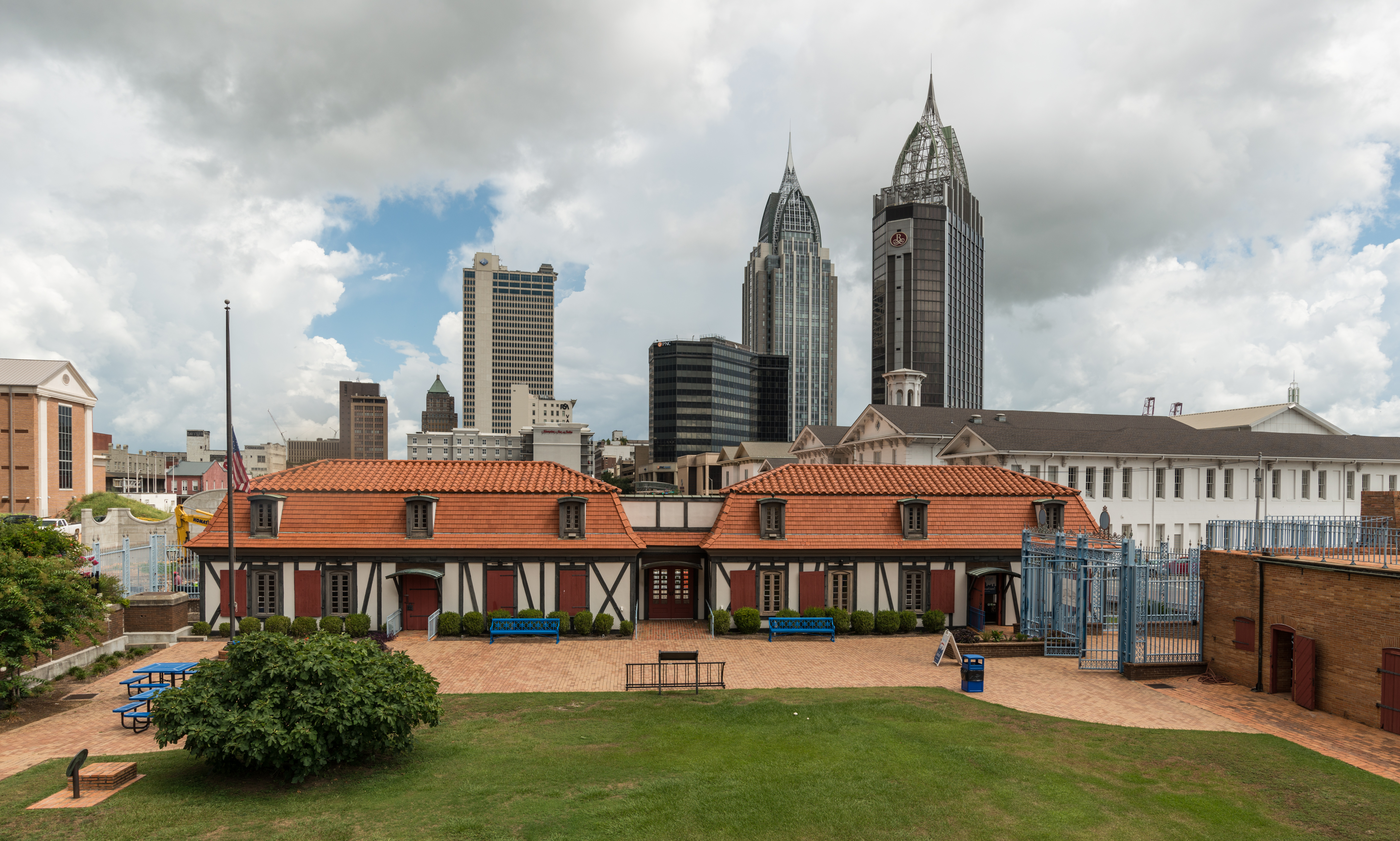
Vista del fuerte, contra los rascacielos de Mobile